# چسا
چسا (به ایتالیایی: Cesa) یک کومونه در ایتالیا است که در استان کسرتا واقع شده‌است.

## خصوصیات
چسا ۲٫۸ کیلومترمربع مساحت و ۸٬۸۳۳ نفر جمعیت دارد و ۴۰ متر بالاتر از سطح دریا واقع شده‌است.